# Dispersion (Oberflächenchemie)
Die Dispersion D ist der Anteil der Oberflächenatome eines Teilchen. Sie ist daher eine dimensionslose Größe. Sie wird insbesondere bei der Katalyse durch metallische Teilchen verwendet und ist definiert als
{\displaystyle D={\frac {N_{\text{Oberfläche}}}{N_{\text{gesamt}}}}}
mit
- der Anzahl {\displaystyle N_{\text{Oberfläche}}} der Atome an der Oberfläche
- der Gesamtanzahl {\displaystyle N_{\text{gesamt}}} (engl. bulk) der Atome im Festkörper / Nanoteilchen / Cluster.

Die Dispersion ist also das Verhältnis von Oberflächenatomen zu Gesamtatomen eines Festkörpers oder Nanoteilchens. Die Zahl der Oberflächenatome lässt sich durch Chemisorptionsexperimente experimentell bestimmen, häufig wird die Dispersion aber anhand der Teilchengröße und -Form berechnet.
Bei dichtesten Packungen von Atomen nimmt die Dispersion mit der Anzahl der Atome ab.

## Beispiele

Aufbau einer dichtesten Kugelpackung aus sieben jeweils für sich dichtest gepackten Ebenen

Im gezeigten Beispiel wird aus Atomen eine dichteste Kugelpackung aufgebaut. Die gezeigte kubisch dichteste Atomanordnung (aber kaum die Tetraederform des Kristalls) tritt unter anderem in den Kristallen von Kupfer, Iridium, Palladium und Platin auf. In diesem Beispiel mit sieben Lagen von Atomen hat die gesamte Struktur am Ende 1+3+6+10+15+21+28 = 84 Atome (siehe Tetraederzahl). Davon befinden sich 28+21+15+10 = 74 an der Oberfläche und 1+3+6 = 10 im Inneren. Die meisten Atome sind also Oberflächenatome, und die Dispersion ist D = 74 / 84 = 88,1 %.
Für Nanoteilchen aus den für die Katalyse relevanten Metallen erhält man bei einem Durchmesser von 5 nm je nach Metall Dispersionswerte zwischen D = 0,2 (für Cobalt und Nickel) und D = 0,27 (für Rhenium), es befinden sich also bei den 5-nm-Teilchen zwischen einem Fünftel und über einem Viertel aller Atome an der Oberfläche.

## Dispersion bei Adsorption an Oberflächen
Bei Adsorptionsprozessen hängt die Dispersion von Oberflächen von der Stärke der Wechselwirkung des Adsorbats mit der Oberfläche ab.
- Geringe Dispersion tritt dann auf, wenn die Wechselwirkungen zwischen den adsorbierten Teilchen untereinander stärker sind als mit der Oberfläche.
- Hohe Dispersion tritt dann auf, wenn die adsorbierten Teilchen stärkere Wechselwirkungen mit der Oberfläche eingehen als mit Ihresgleichen.